# Domanków (przystanek kolejowy)
Domaników – zlikwidowany wąskotorowy przystanek osobowy w Domanikowie na linii kolejowej Krośniewice – Dzierzbice Kutnowskie, w powiecie kolskim, w województwie wielkopolskim, w Polsce.